# 东沸湖
东沸湖（日语：／）或佩斯察诺耶湖（俄語：Озеро Песчаное）是国后岛的湖，位于该岛西南部，起源于泻湖，日本声索属北海道根室振兴局，俄罗斯主张属萨哈林州南库里尔斯克区，面积7.4平方公里，深36米，海拔2.1米，集水面积35平方公里。